# Flugplatz Nordholz-Spieka

i7
i11
i13

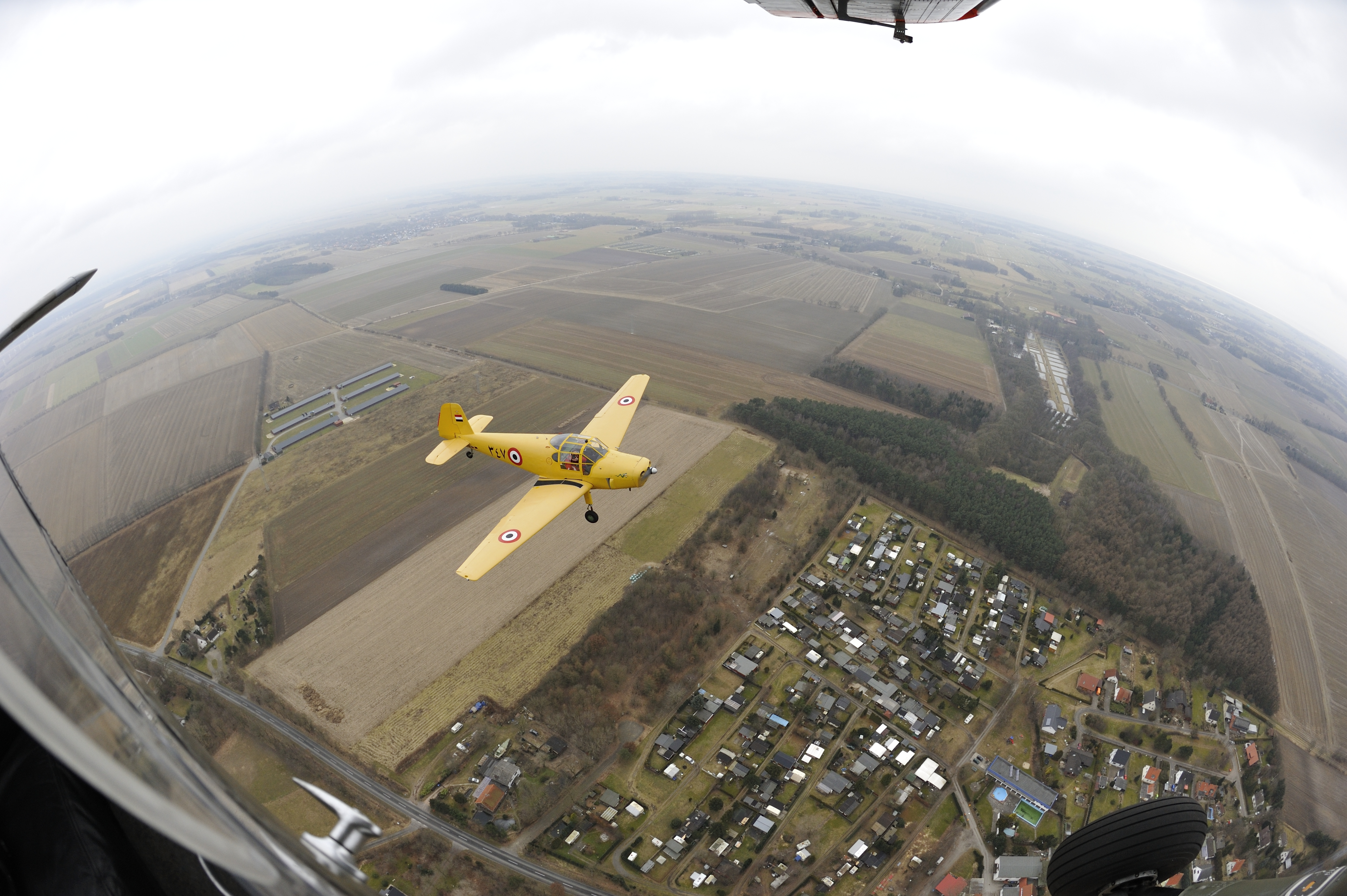

Der Flugplatz Nordholz-Spieka (ICAO-Code: EDXN) ist ein Sonderlandeplatz bei Cuxhaven in der Gemeinde Wurster Nordseeküste.

## Lage
Der Flugplatz befindet sich nördlich der Asphaltpiste des Marinefliegerstützpunktes Nordholz und liegt damit innerhalb der Kontrollzone des Fliegerhorstes Nordholz.

## Betreiber
Der Flugplatz wird durch die Sportfluggruppe Nordholz/Cuxhaven e. V. betrieben, die hier Motor- und Segelflug durchführt sowie eine Flugschule betreibt. Sie ging unter anderem aus der Bundeswehrsportfluggruppe in Nordholz hervor. Sie erhält und betreibt daher auch einige seltene ehemalige Militärflugzeuge vom Typ:
- Focke-Wulf Piaggio FWP-149D
- Dornier Do-27 A1
- Piper L18C
- Pützer Elster B
- Goumhouria 181 Mk6

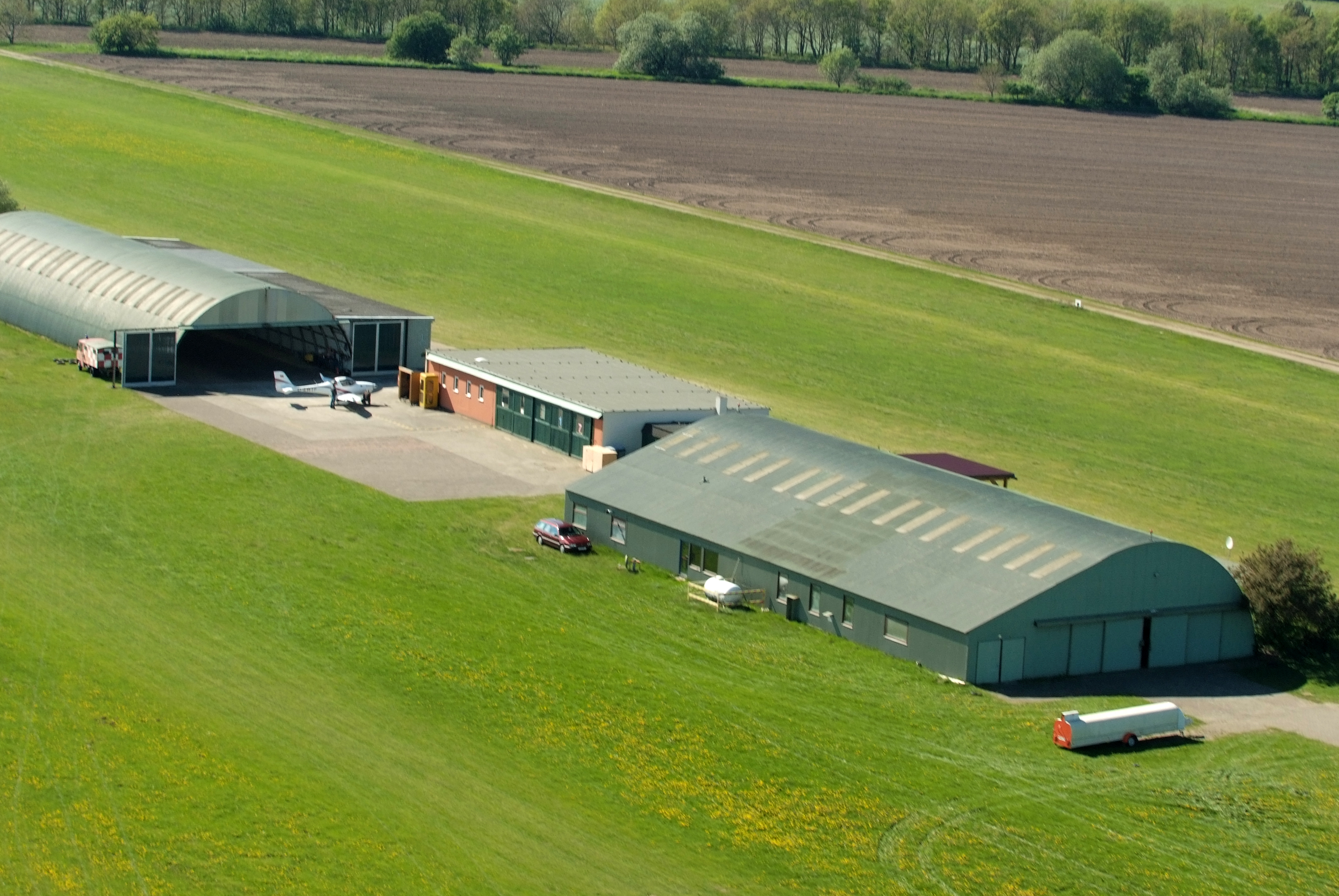
Hangar des Flugplatzes
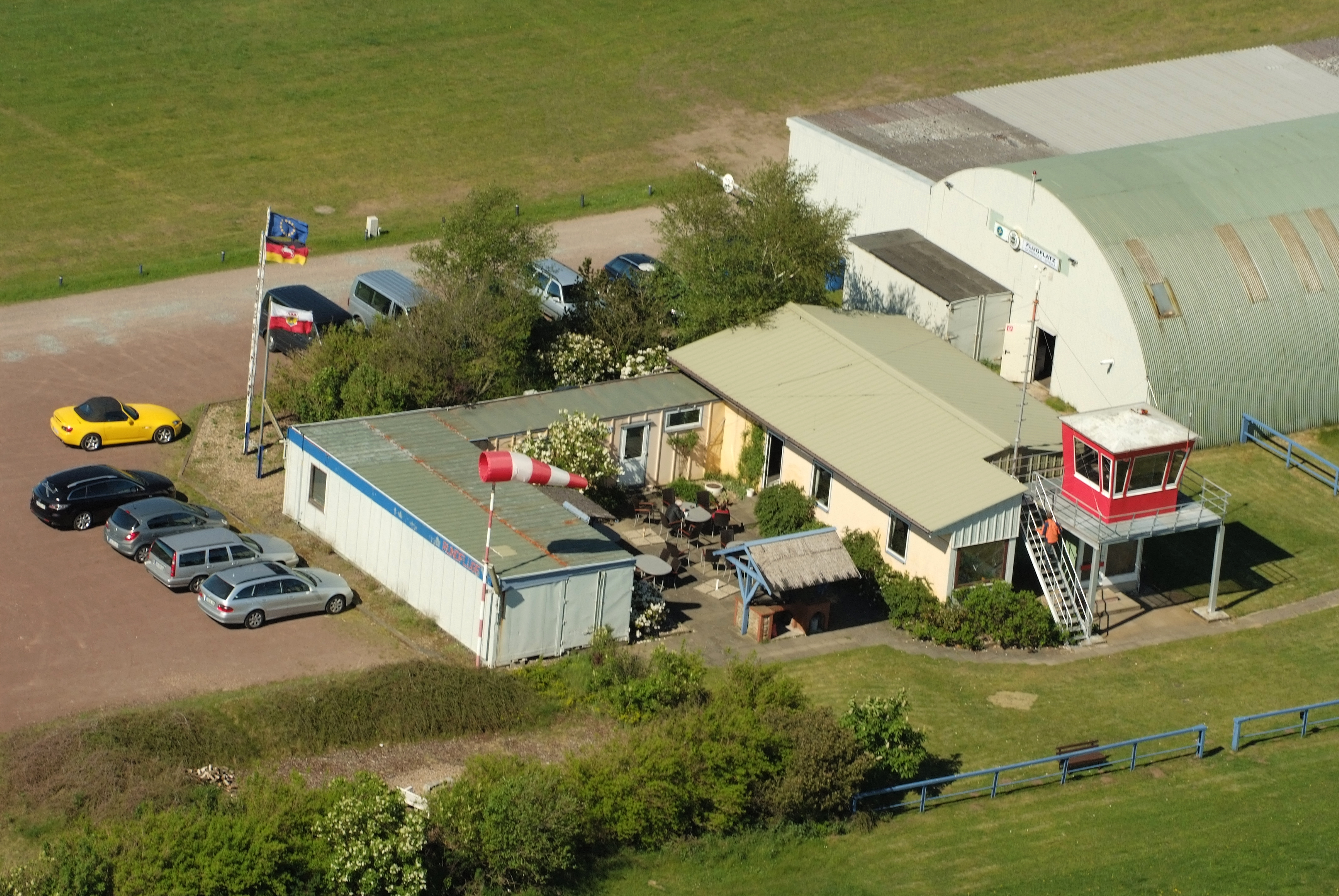
Vereinshaus und Tower
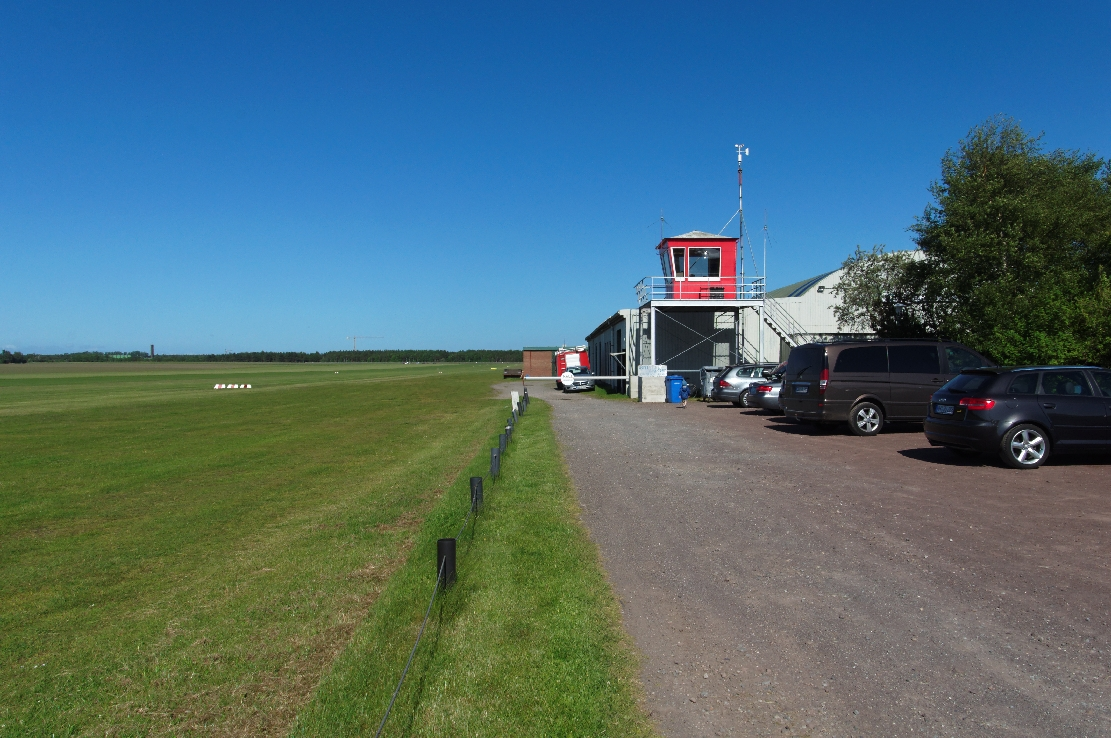
Neuer Standort des Towers
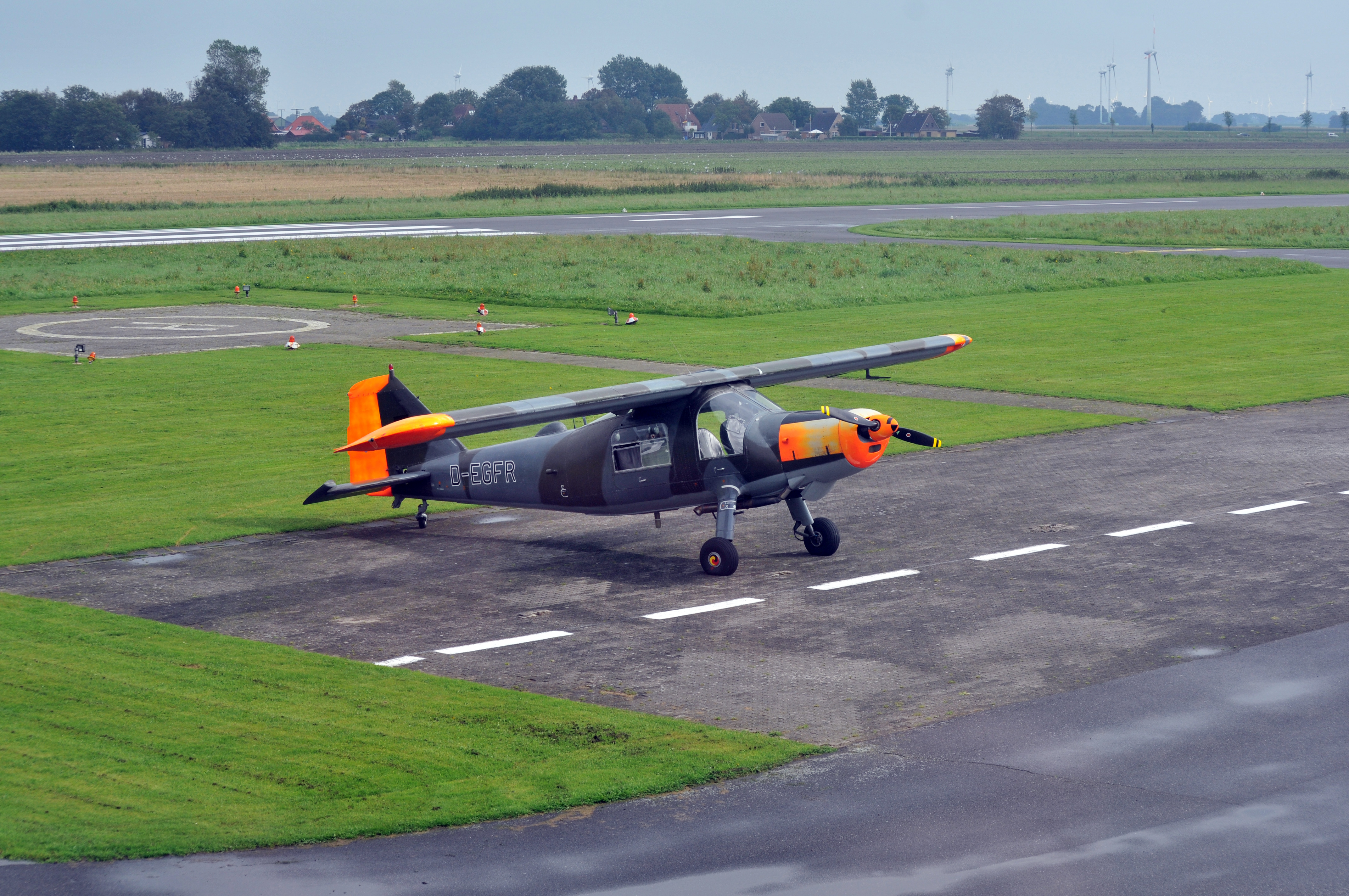
Dornier Do-27 A1

## Linienflüge
Die Fluggesellschaft OFD Ostfriesischer Flugdienst bietet Flüge zum Flugplatz Helgoland-Düne an.

## Sehenswürdigkeiten
In unmittelbarer Nähe befindet sich das Marineflieger- und Luftschiffmuseum Aeronauticum in Nordholz, das in wenigen Minuten zu Fuß erreichbar ist.

## Anfahrt
Mit dem PKW über die A 27 Cuxhaven – Bremen, Anschlussstelle Nordholz abfahren Richtung Nordholz, unmittelbar vor dem 1. Kreisverkehr rechts auf die Zufahrtsstraße abbiegen.